# Дейнеки
Дейне́ків рух у 1658—1665 — одна з назв гайдамацького руху. Збройні виступи збіднілих представників різних верств населення проти шляхти, козацької старшини та заможних міщан, зумовлені тогочасним погіршенням соціально-економічних реалій життя.
Назву учасники руху — «дейнеки» (тур. değnek — кий, палиця) отримали за тією ознакою, що бунтівники були озброєні переважно киями та рогатинами.